# Río Sechín
Der Río Sechín ist ein 67 km langer rechter Nebenfluss des Río Casma im zentralen Westen Perus in den Provinzen Yungay und Casma der Region Ancash.

## Flusslauf
Der Río Sechín entspringt in der Cordillera Negra, einem Gebirgszug der peruanischen Westkordillere, in der Provinz Yungay im Distrikt Quillo am Cerro Pacacoto auf einer Höhe von etwa 4600 m. Er durchquert in überwiegend westsüdwestlicher Richtung das Bergland. Die Distrikte Quillo, Buenavista Alta und Casma liegen an seinem Flusslauf. Bei Flusskilometer 37 passiert er das am linken Flussufer gelegene Distriktverwaltungszentrum Quillo, bei Flusskilometer 23 Huanchuy sowie bei Flusskilometer 12 Buenavista Alta und Buenavista Baja. Auf den unteren 26 Kilometern weitet sich das Tal allmählich. Dort wird bewässerte Landwirtschaft betrieben. Der Río Sechín mündet schließlich am Südrand der Provinzhauptstadt Casma in den Río Casma.

## Einzugsgebiet
Der Río Sechín entwässert ein Areal von 729,5 km². Das Einzugsgebiet grenzt im Norden an das des Río Nepeña, im Osten an das des Río Santa sowie im Südosten an das des Río Yaután. Die Flüsse der Region führen in den Monaten Juli bis September sehr wenig Wasser.